# Cricklewood Green
Cricklewood Green è il quarto album del gruppo inglese Ten Years After ed è stato pubblicato nel 1970.

## Tracce
1. Sugar the Road (Alvin Lee) – 4:06
2. Working on the Road (Alvin Lee) – 4:18
3. 50,000 Miles Beneath My Brain (Alvin Lee) – 7:39
4. Year 3,000 Blues (Alvin Lee) – 2:27
5. Me and My Baby (Alvin Lee) – 4:18
6. Love Like a Man (Alvin Lee) – 7:32
7. Circles (Alvin Lee) – 3:59
8. As the Sun Still Burns Away (Alvin Lee) – 4:44
9. Warm Sun - 3:08
10. To No One - 3:49

## Musicisti
- Alvin Lee - chitarra, voce
- Leo Lyons - basso elettrico
- Ric Lee - batteria
- Chick Churchill - organo